# Дикий Хутор
Дикий Хутор (укр. Дикий Хутір, до 2024 года — Суворовка) — село в Николаевском районе Николаевской области Украины.
Основано не позже 1871 года, как посёлок Дикий хутор. Поселение населили несколько партий переселенцев (первая, состоящая из молдаван, вероятнее всего, прибыла не позднее 1876 года из южной части Бессарабии).
Население по переписи 2001 года составляло 381 человек. Почтовый индекс — 56640. Телефонный код — 5167. Занимает площадь 1,903 км².

## Местный совет
56640, Николаевская обл., Новоодесский р-н, с. Сухой Еланец, ул. Каганова, 37